# Зорана Милошаковић Тасић
Зорана Милошаковић Тасић (Београд, 28. јануар 1965) српска је луткарска, телевизијска, позоришна и гласовна глумица и луткарка.

## Биографија
Зорана Милошаковић Тасић је рођена у Београду 28. јануара 1965. године. Игра у позоришту лутака „Пинокио“. Бави се израдом лутака и сценографије како за домаћа, тако за страна луткарска позоришта, а и друге потребе. Радила је синхронизације цртаних филмова за студио Лаудворкс. Водитељ креативних радионица, аутор пројеката "Корак по корак","Није знање знање знати,већ је знање знање дати", "Описменимо Србију" и других. Добитница је многобројних награда на пољу луткарства на фестивалима у Србији и иностранству.

## Филмографија
| Год. | Назив                         | Улога                              |
| ---- | ----------------------------- | ---------------------------------- |
| 2010 | На слово, на слово            | Аћим (глас и анимација)            |
| 2013 | Кукурику шоу                  | Крештислав Петлић,глас и анимација |
| 2016 | Главом кроз зид               | Баба сера                          |
| 2019 | Није А него Молим (ТВ серија) |                                    |

## Улоге у синхронизацијама
| Година синх. | Назив                         | Улога                                  |
| ------------ | ----------------------------- | -------------------------------------- |
| 20??         | Праслинов велики филм         | Праслин                                |
| 2006.        | Нове пустоловине Винија Пуа   | Праслин                                |
| 2010.        | Моји пријатељи Тигар и Пу     | Праслин                                |
| 2013.        | Бројне пустоловине Винија Пуа | Праслин                                |
| 2013.        | Вакфу                         | Мапа                                   |
| 2013.        | Пепа Прасе (С3-4, Лаудворкс)  | Гђа Хрчак, мадам Газела, Емили слоница |
| 2014.        | Пчелица Маја                  | Шелби                                  |